# Tag der Hausmusik
Der Tag der Hausmusik ist dem eigenen und gemeinsamen Musizieren im privaten häuslichen Rahmen gewidmet. Er findet bundesweit jedes Jahr am 22. November statt. 

## Ursprung
Der 22. November ist ursprünglich der Gedenk- und Namenstag der heiligen Cäcilia von Rom (* um 200 n. Chr. in Rom; † um 230 ebenda), der Patronin der Kirchenmusik.
In Deutschland findet der Tag der Hausmusik seit 1932 statt. Er wurde mehrfach von Dagmar Sikorski, Präsidentin des Deutschen Musikverleger-Verbands e. V. (DMV) ausgerufen. Er ist vor allem dem gemeinsamen Musizieren im familiären und nachbarschaftlichen Umfeld gewidmet und zielt darauf ab, Menschen zu motivieren, selbst Musik zu machen. Mit kleinen Konzerten und Aufführungen im privaten Rahmen feiern zahlreiche Musiker und Musikschulen aus ganz Deutschland jährlich am 22. November den Tag der Hausmusik.
1954 rief auch die katholische Kirche den Cäcilientag zum Tag der (Haus-)Musik aus. In vielen katholisch geprägten Ländern wird deshalb der 22. November als Internationaler Tag der Musiker gefeiert. So finden in Spanien, Südamerika (z. B. Argentinien, Chile, Dominikanische Republik, Mexico, Peru, Venezuela) und vielen anderen Ländern an diesem Tag Konzerte zu Ehren der Musiker statt.

## Hausmusik heute
Bereits im Mittelalter entstanden durch das gemeinsame Singen in den Familien die verschiedensten Volkslieder, die zunächst nur mündlich weitergegeben wurden.  Später entwickelten sich daraus die ersten notierten Beispiele für Hausmusik. Im 18. und 19. Jahrhundert  war die Hausmusik fest im Alltagsleben der Menschen verankert. Besonders beim gehobenen Bürgertum gehörten die damit verbundenen Klavier- und Gesangsstunden zu den grundlegenden Erziehungsstandards für Töchter aus gutem Hause. Im Zuge der Erfindung und Verbreitung von Musikautomaten und Tonträgern hat der gesellschaftliche Stellenwert der Hausmusik stark abgenommen. In der heutigen Zeit ist diese Praxis im Alltag nahezu in Vergessenheit geraten und beschränkt sich meist auf das gemeinsame Singen von Geburtstags- und Weihnachtsliedern. Neue Formate wie Wohnzimmerkonzerte und Plattformen wie SofaConcerts, die kleine Konzerte in privaten Räumen an Musiker vermitteln, zielen jedoch darauf ab,  die Praxis der Hausmusik heute in moderner Gestalt wiederaufleben zu lassen.
2014 hat die Netzwerkinitiative „Musikland Niedersachsen“ im Zuge ihrer Jahreskampagne „Heimvorteil“ den 22. November zum Tag der niedersächsischen Hausmusik ausgerufen. So sind alle Niedersachsen dazu aufgerufen, ihre Wohnzimmer zum gemeinsamen Musizieren zu öffnen und den Tag der Hausmusik mit selbstgemachter Musik zu feiern.